# EatニュースBOX
『eatニュースBOX』（イーエーティーニュースボックス（2005年3月まで）、イートニュースボックス（2005年4月以降））は、1995年3月27日のサービス放送から2011年3月31日まで愛媛朝日テレビで生放送されていた夕方のローカルワイドニュース長寿番組である。

## 概要
- 愛媛朝日テレビの開局時から放送。テレビ朝日の全国ニュースを内包しない独立番組だった。

- 番組タイトルロゴは、2005年3月31日までは「EATニュースBOX」表記だった。その後は「eatニュースBOX」を経て、2009年3月30日から「eat News BOX」としていた。

### 履歴
- 2008年9月29日、スタジオセット・番組タイトルロゴ・ジングル・アタック音・ニュース項目テロップデザインなどを全面改定。出演キャスターを変更。

- 2009年4月10日をもって金曜の放送開始時刻を繰り上げ、『eat News BOX WIDE』とする。これに伴い、『eat News BOX』としての放送は月曜 - 木曜に戻る。
- 月曜 - 木曜も2011年4月1日をもって『eat News BOX WIDE』と改題されて終了。

## キャスター

### 歴代の担当者
- 市脇康平（月曜・火曜）
- 矢佐間恵（月曜・火曜）
- 村上健太郎（水曜・木曜）
- 川越友佳（水曜・木曜）
- 松岡誠司
- 大澤やすのり
- 高木克人
- 長島邦英
- 吉岡由観
- 久保美智代
- 高部さつき
- 大角茉里
- 川上裕子
- 林暁代
- 海野紀恵
- 柳瀬若菜

## 放送時間
いずれも日本標準時。
- 月曜 - 金曜 18:30 - 18:55 （1995年3月27日 - 2000年9月29日）
- 月曜 - 木曜 18:17 - 18:55 （2000年10月2日 - 2007年3月29日）
- 月曜 - 金曜 18:17 - 18:55 （2007年4月2日 - 2009年4月3日）
- 月曜 - 木曜 18:17 - 18:55 （2009年4月6日 - 2011年3月31日）

## コーナー
オープニング
全国パートの『ANNスーパーJチャンネル』からステーションブレイク無しでトップニュースを伝えた後、映像をバックにロゴを表示。かつては3項目のヘッドラインが流れていた。
きょうのニュース
項目ごとにアタック音を流していた。愛媛の夕方ローカルニュースでは、『キャッチあい』、『EBCスーパーニュース（ローカルパート）』も項目ごとにアタック音を流していた。
特集
ニュースなお天気
地域の話題とともに天気予報を伝える。なお、『ニュースBOX』の終了後、別枠で18:56頃から『天気予報』（番組）がある。すなわち、19時までの間に2回天気予報のコーナーがあった。
スポーツニュース
固有のコーナーを設けていなかったが、地域スポーツニュースがあるときにはこれらを報じていた。特に夏の甲子園関連の報道には力を入れていた。
ニュースフラッシュ
今日のおまけ
ラストニュース、速報、番宣、eatからのお知らせなど。
以上は基本スタイルであり、変更になることもあった。担当キャスターは基本的に席についた状態で進行していたが、「今日のおまけ」などの一部のコーナーでは稀にスタジオ前方に立ってニュースを伝えることもあった。

## 備考
- 中継地テロップなどは全国ネット送出も考慮し、『ANNスーパーJチャンネル』のものと合わせている。
- 1998年10月5日から2007年3月30日までは月曜 - 木曜のみの放送で、金曜には16:55から『木藤たかおのガブリっ!とテレビ』や『い〜テレ』などが放送されていた。